# Justicia subcoriacea
Justicia subcoriacea är en akantusväxtart som beskrevs av Ridley. Justicia subcoriacea ingår i släktet Justicia och familjen akantusväxter. Inga underarter finns listade i Catalogue of Life.